# Gelan Khulusi
Gelan Khulusi (arabisch كيلان خلوصي Gīlān Chulūsī, DMG Gīlān Ḫulūṣī,  * 3. Juli 1963 in Bagdad, Irak) ist ein deutscher Geschäftsmann, ein Pionier der deutsch-irakischen Wirtschaftsbeziehungen und seit 2003 Präsident der deutsch-irakischen Mittelstandsvereinigung MIDAN e.V.

## Herkunft und Studium
Khulusi ist der Sohn der Deutschen Margot Lehmann und des irakischen Ingenieurs Siham-Aldin Khulusi. Er besitzt die Staatsbürgerschaft beider Länder. Zunächst wuchs er bis zu seinem 18. Lebensjahr in Bagdad auf In Bagdad durchlief er eine Reihe von Schulen verschiedener Konfessionen. So besuchte er in der Vorschulzeit und im ersten Schuljahr eine armenisch-katholische Schule. Von der zweiten bis zur siebten Klasse besuchte er eine islamistische Musterschule, bis zur zehnten Klasse eine christliche und bis zur zwölften Klasse eine jüdische Schule. Mit 17 machte er sein naturwissenschaftliches Abitur und kam dann mit einem privaten Stipendium nach Deutschland. Er studierte in Köln Betriebswirtschaftslehre mit den Schwerpunkten Außenwirtschaft und Marketing.
Khulusi stammt aus einer berühmten Intellektuellenfamilie Bagdads. Sein Großvater war ein angesehener Richter. Sein Onkel Safa Khulusi war Professor an der University of Oxford, Mitherausgeber des „Oxford Dictionary Arabic-English“ und wurde Shakespeare der Araber genannt. Sein Großonkel Abdul Madjied Lutfi war Schriftsteller in verschiedenen Sprachen.

## Wirtschaft
Direkt nach dem Studium machte sich Khulusi selbständig. Er ist seit 25 Jahren Geschäftsführer einer Consultingfirma, die sich darauf spezialisiert hat, deutsche und irakische Unternehmer in puncto Markteintrittsstrategien in den jeweiligen Land zu beraten. 2003 war er Mitbegründer der Deutsch-Irakischen Mittelstandsvereinigung MIDAN e.V. und ist seit zehn Jahren dessen Präsident. Der Verein unterhält mehrere Büros im Irak und hat über Hundert Mitglieder. Khulusis Firmen sind sehr aktiv im Handel mit dem Irak. So beliefert er von Schrauben bis zur Komplettanlage insbesondere den Ölsektor. Seine Unternehmen besitzen mehrere Vertretungen namhafter deutscher Firmen im Irak wie z. B. Bitburger Braugruppe, Radeberger Gruppe, Henkelhausen und diverse andere Firmen. Khulusi ist ein Pionier der deutsch-irakische Wirtschaftsbeziehungen „Pate der deutsch irakischen Wirtschaftsbeziehungen“ oder „Beziehungshändler“ (Wirtschaftsplattform Irak). Er war der Erste, der die wirtschaftlichen Beziehungen zwischen Deutschland und Irak sofort nach dem Fall des Regimes Saddam Hussein 2003 ankurbelte. Sein größtes Projekt mit Partnern ist zurzeit „Dessert Rose“ mit einem Budget von 400 Mio. US$.

## Privat
Von 1991 bis 2009 war er bis zu ihrem Tode am 27. Februar 2009 mit der Rechtsanwältin Dorothea Khulusi (geb. Baumhaus) verheiratet. Er hat zwei Kinder. Khulusi überlebte zweimal einen Bombenanschlag und eine Entführung. Er spricht mehrere Sprachen fließend und ist im Besitz mehrerer Patente auf seinen Namen.